# 塞德龍鎮區 (堪薩斯州林肯縣)
塞德龍鎮區（英語：Cedron Township）為美國堪薩斯州林肯縣轄下的鎮區。2010年美国人口普查中此鎮區人口有35人。

## 地理
塞德龍鎮區涵蓋總面積為94平方（36.3平方英里），其中陸地面積為93.9平方（36.27平方英里），水域面積為0.078平方（0.03平方英里）或0.08%。海拔高度492（1,614英尺）。

## 人口統計
根據2010年美國人口普查，塞德龍鎮區人口有35人，其中男性有21人，女性有14人，人口密度為每平方公里0.37人，住房計24戶。鎮區內的白人有35人，非裔美國人有0人，美洲原住民有0人，亞裔美國人有0人，太平洋島裔美國人有0人，其他種族有0人，混血種族則有0人。此外鎮區內有0人為西班牙裔或拉丁裔美國人。此鎮區之年齡中位數為62.5歲，而男性年齡中位數為62.5歲，女性年齡中位數為59.5歲。

## 交通

### 主要公路
- 181號堪薩斯州州道